# 255 Oppavia
A 255 Oppavia a Naprendszer kisbolygóövében található aszteroida. Johann Palisa fedezte fel 1886. március 31-én.